# 索邦學院

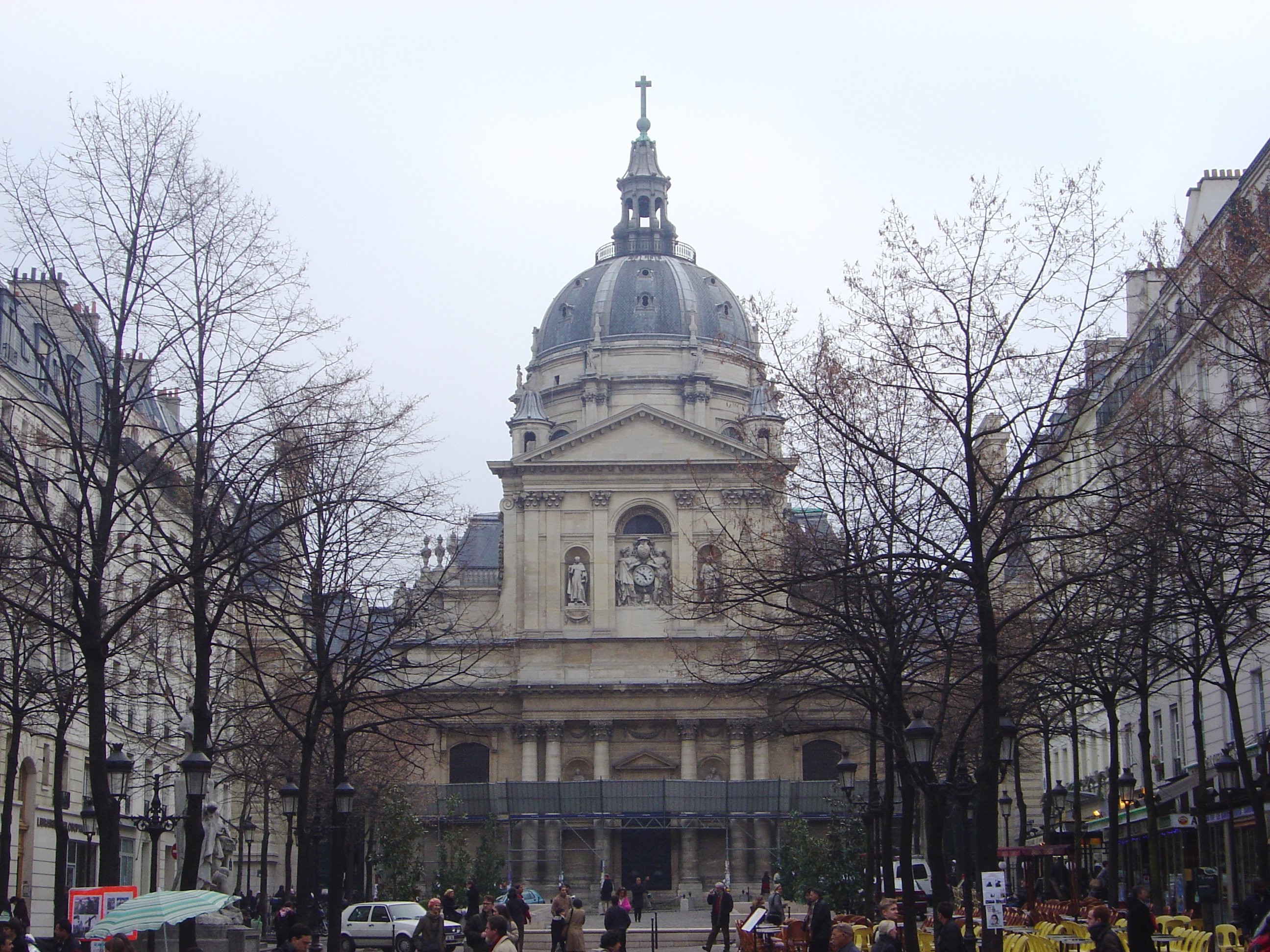
索邦大學

索邦學院（法語：Collège de Sorbonne）为巴黎大学前身，在巴黎大學成立後，變成巴黎大學中的一個學院，“索邦”亦成为巴黎大学的代名词。

## 歷史
1257年，法國國王路易九世身旁之神父羅貝爾·德·索邦（Robert de Sorbon）在圣热纳维耶芙（Sainte Geneviève）山丘上成立索邦學院（Le collège de Sorbon），后逐渐发展为巴黎大学。
1968年法国五月風暴學生運動发动之后，巴黎大学被拆分成13座独立的大学，沿用“索邦”称谓的大学为巴黎第一大学（先贤祠-索邦大学）、巴黎第三大学（新索邦大学）和巴黎第四大学（巴黎-索邦大学）。
2018年，巴黎第四大學與巴黎第六大學合併為索邦大學。

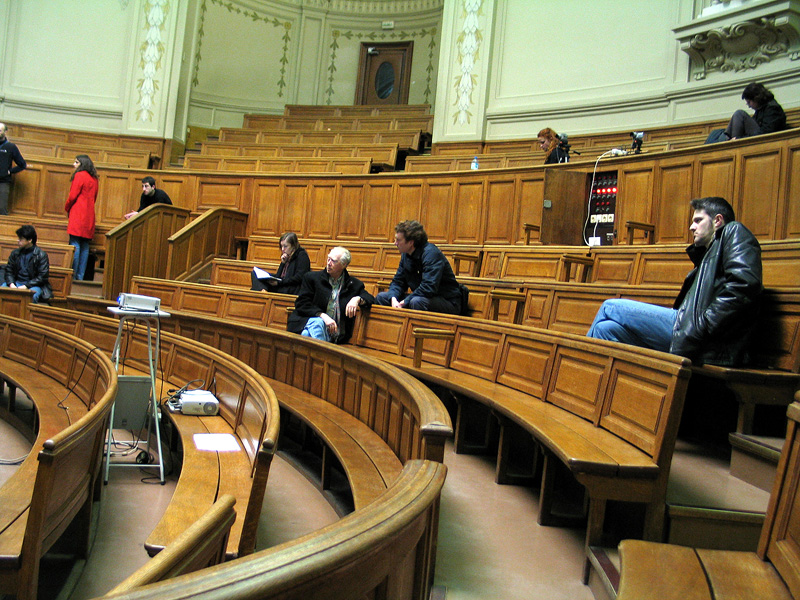
索邦大學的半圆形大教室 2004年

## 外部連結
- 巴黎第一大學（页面存档备份，存于）
- 巴黎第三大學 （页面存档备份，存于）
- 巴黎第四大學 （页面存档备份，存于）